# Benjamin Constant

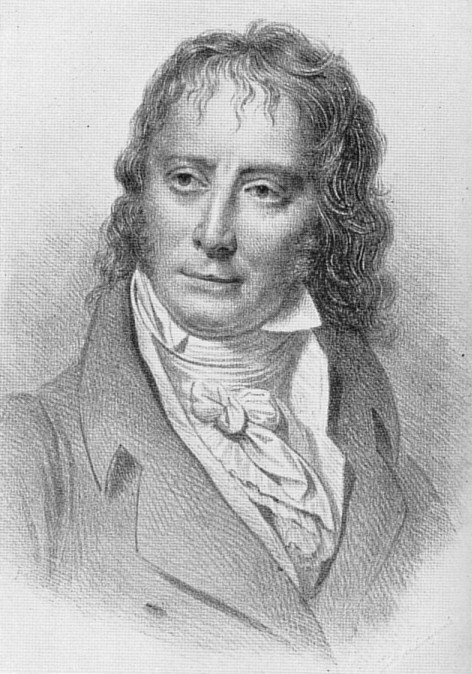
Henri-Benjamin Constant de Rebecque

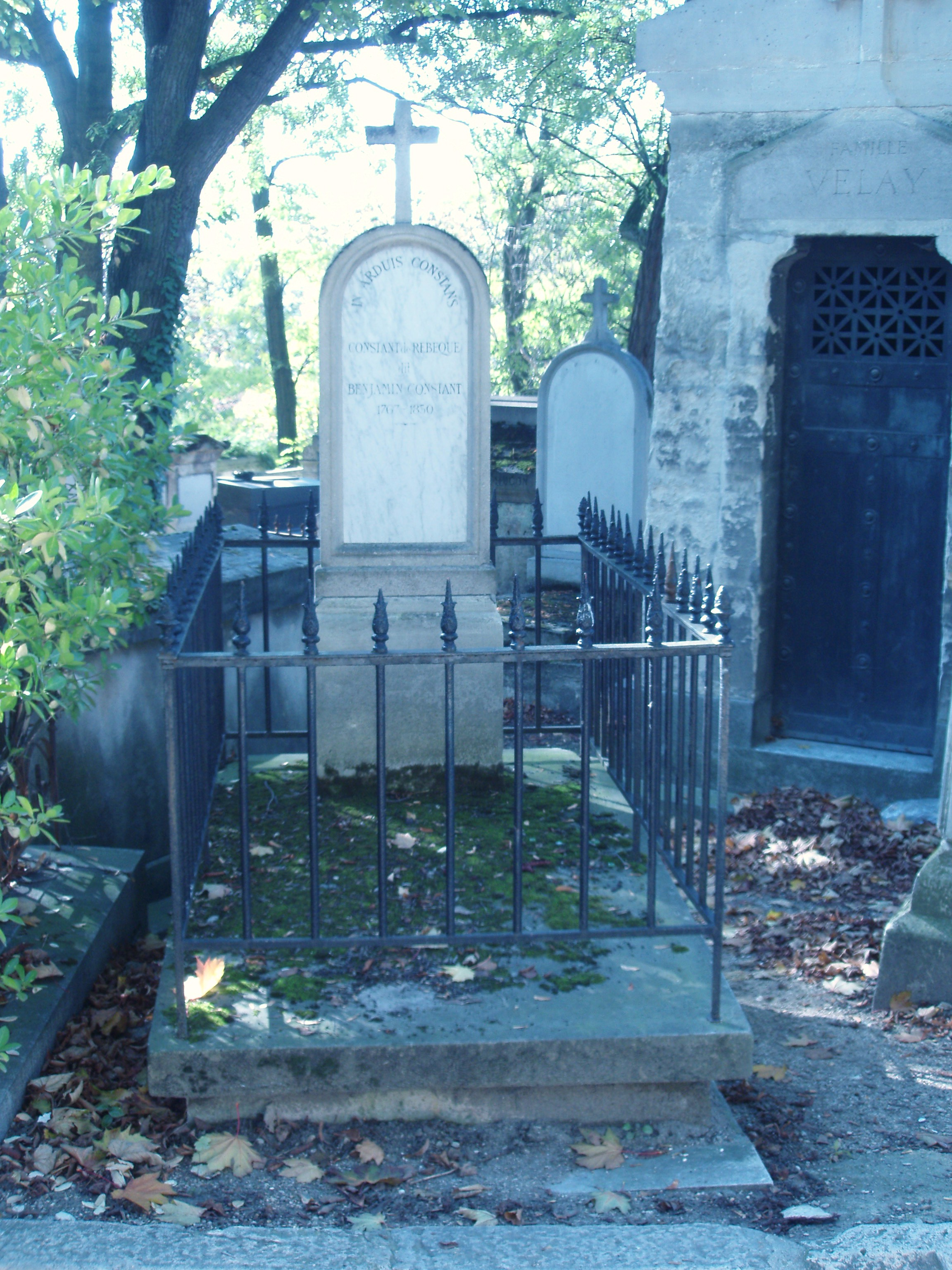
Hrob na hřbitově Père-Lachaise

Henri-Benjamin Constant de Rebecque (25. říjen 1767, Lausanne – 8. prosinec 1830, Paříž) byl švýcarsko-francouzský politik, politický filozof a spisovatel, představitel liberalismu.

## Život
Narodil se ve frankofonní rodině ve Švýcarsku, přesněji v rodině protestantských (hugenotských) exulantů, kteří pocházeli původně z Artois. Otec byl plukovníkem v holandských službách, matka zemřela týden po porodu. Studoval na univerzitě v bavorském Erlangenu (1782–1783) a na univerzitě ve skotském Edinburghu, kde se stal obdivovatelem britského politického systému. Z Edinburghu musel odejít na přání otce, který byl rozhněván jeho karbanictvím. V květnu 1785 přišel do Paříže, kde se dále vzdělával a navštěvoval osvícenský salon v domě J. B. A. Suarda. Radoval se z Velké francouzské revoluce, kterou chápal jako „osvobození individua pádem společenských konvencí", neztotožnil se však s žádným z jejích směrů.
Benjamin Constant často cestoval po Evropě a měl řadu milostných poměrů. V letech 1795–1811 měl vztah s jednou z prvních evropských intelektuálek, baronkou Germaine de Staël (byl pravděpodobně otcem její dcery Albertiny, která se narodila v roce 1797). Spolu s paní de Staël se přičiňoval o konsolidaci režimu Direktoria a v roce 1800 byl povolán do zákonodárného sboru. Pro své opoziční vystupování se však stal Napoleonovi nepohodlným, po dvou letech byl ze sboru vyloučen a musel opustit Paříž.
Odjel do Německa a ve Výmaru se stýkal s předními německými vzdělanci, mj. se Schillerem a s Goethem. Roku 1808 uzavřel tajně manželství s Charlottou von Hardenberg (první manželství s baronkou Wilhelminou von Cramm z roku 1789 bylo v roce 1795 rozvedeno). V roce 1814 vystoupil proti Napoleonovi a pro legitimní dynastii ve spisu De l'esprit de conquête et de l'usurpation. Po pádu Napoleona se vrátil s Bourbony do Paříže jakožto stoupenec konstituční monarchie. Když se Napoleon v březnu 1815 znovu chopil moci („stodenní císařství"), neváhal přejít do jeho tábora, protože doufal, že obnovené císařství bude liberální. Byl jmenován členem Státní rady a účastnil se redakce dodatku k ústavě (Acte additionnel, 22. 4. 1815), jímž císař zaručoval konstituční vládu.
Po opětovném nastolení Bourbonů odjíždí do Bruselu a pak do Anglie, ale již roku 1816 se vrací do Francie, stává se výmluvným představitelem konstituční opozice a vlivným novinářem.
Po roce 1817 byl poslancem francouzského parlamentu, za stranu tzv. Independants, jimž se později říkalo "liberálové". Účastnil se červencové revoluce v roce 1830, přispěl k dosazení Ludvíka Filipa za „krále Francouzů" a byl jmenován do vysoké funkce ve Státní radě. Constant byl po celý život vášnivým hráčem: svůj dům v Paříži vyhrál v kartách a právě roku 1830 byl následkem velikých ztrát v tak bídném postavení, že vděčně přijal od Ludvíka Filipa velký finanční dar, ovšem s výhradou svobody svého přesvědčení. Zemřel 8. prosince 1830 a byl mu vypraven státní pohřeb. Jeho ostatky spočívají na pařížském hřbitově Père-Lachaise.
Benjamin Constant byl vzdělaným politikem, obratným publicistou a znamenitým řečníkem. Byl ale nestálý, často měnil své názory a vynikal více duchaplností než hloubkou svých myšlenek. Přes svoji nedůslednost však vždy obhajoval v podstatě stejné principy: byl zásadním individualistou, jeho liberalismus byl obranou jednotlivce proti státu.

## Politický filozof
Byl zastáncem bikameralismu a konstituční monarchie, kde král je "neutrální, vyvažující silou" v systému, bez exekutivních pravomocí. Za vzor často dával britský politický systém po roce 1707, naopak byl kritikem různých politických forem ve Francii (proto byl ve Francii často přehlížen, zatímco v anglosaském světě je považován za klasika). Byl jedním z prvních, kdo upozornil na nepřeklenutelný rozdíl mezi svobodou v antice a svobodou v moderní civilizaci. Svoboda v moderní civilizaci nemůže být dle Constanta zaručena participací na věcech veřejných, ale jen obecnými občanskými právy a vládou zákona, participace se musí omezit na volbu politické reprezentace. Moderní svoboda znamená dle Constanta především namalování jasné dělicí čáry mezi sférou soukromou a sféru veřejnou, do níž může intervenovat politická autorita a stát. Život moderního člověka je především soukromý a soukromí tudíž musí být zvláštním způsobem chráněno. Právě to dle Constanta nepochopila Francouzská revoluce (a její duchovní otcové jako Jean Jacques Rousseau), a proto ztroskotala: příliš naivně převzala republikánské antické vzorce a svobodu definovala příliš antickým "veřejným" způsobem, nikoli moderně jako právo na soukromí. Výsledkem byl nutně "obrácený despotismus" tedy republikánský teror a nakonec "republikánský císař" (Napoleon Bonaparte). Napoleonovi Constant vyčítal, že nepochopil nadřazenost obchodu nad válkou v moderní civilizaci.
Napsal i rozsáhlé dějiny náboženství.

## Spisovatel
Constant je považován též za průkopníka psychologického románu. Jeho román Adolphe má řadu autobiografických rysů a pojednává o vztahu mladého muže ke starší ženě Ellenoře. Román byl zřejmě napsán na základě skutečného vztahu Constanta k Anně Lindsayové, která ho popsala ve své korespondenci, jež byla publikována roku 1930 v časopise Revue des Deux Mondes.
Posmrtně byly vydány ještě dva Constantovy literární texty: Le Cahier rouge (1807) a Cécile (1811).

## Dílo

### Beletrie, autobiografické texty
- Adolphe (Adolf), 1806–7, publikováno 1816
  - Novela Adolphe byla zfilmována:
    - 1968 – Adolphe ou l'Âge tendre (německý název Tanjas Geliebter), Francie–Německo–Polsko, režisér Bernard Toublanc-Michel.
    - 2002 – Adolphe, Francie, režisér Benoît Jacquot.
- Le Cahier rouge (Červený sešit, [původní název Můj život]), 1807, publikováno 1907
- Cécile (Cecílie), 1811, publikováno 1951
- Journal intime (Deník), publikováno 1895

### Politické spisy (výběr)
- De l'esprit de conquête et de l'usurpation dans leurs rapports avec la civilisation européenne (O dobyvačnosti a uzurpaci a jejich vztazích s evropskou civilizací), 1814
- Réflexions sur les constitutions (Úvahy o konstitucích), 1814
- Principes de politique applicables à tous les gouvernements (Politické zásady vhodné pro vlády jakéhokoli druhu), 1815
- Mélanges de littérature et de politique (Směs literární a politická), 1829
- De la religion considérée dans sa source, ses formes et son développement (O náboženství zkoumaném v jeho zdroji, jeho formách a vývoji), 1824–1830

### České překlady
- CONSTANT, Benjamin. Adolf: román. Překlad Rudolf Traub. V Praze: J. Otto, 1903. 115 s. Světová knihovna; č. 305-306.
- CONSTANT, Benjamin. Adolf. Překlad Josef Pospíšil. Vyd. 2., V SNKLHU 1. Praha: Státní nakladatelství krásné literatury, hudby a umění, 1957. 137 s. Světová četba; sv. 136.
- CONSTANT, Benjamin. O dobyvačnosti a uzurpaci a jejich vztazích s evropskou civilizací. 1. vyd. Brno: Centrum pro studium demokracie a kultury, 2012. 191 s. Knihovna 19. století; 1. ISBN 978-80-7325-278-6.

## Citáty
- „Jsme tvorové nestálí do té míry, že city, které předstíráme, začneme nakonec zakoušet."[11]
  - „Nous sommes des créatures tellement mobiles, que les sentiments que nous feignons, nous finissons par les éprouver."[12]
- „...svobodou rozumím vítězství individua jak nad despoticky vládnoucí autoritou, tak nad davem osobujícím si právo podrobit menšiny většině."
  - „... par liberté, j'entends le triomphe de l'individualité, tant sur l'autorité qui voudrait gouverner par le despotisme, que sur les masses qui réclament le droit d'asservir la minorité à la majorité."[13]
- „Lidský rod se hloupým narodil a darebáci jej vedou. Tak to bývá; ale mám-li se rozhodnout mezi darebáky a darebáky, dám svůj hlas Mirabeauům a Barnavům spíše než Sartinům a Breteuilům."
  - „Le genre humain est né sot et mené par des fripons, c'est la règle; mais, entre fripons et fripons, je donne ma voix aux Mirabeau et aux Barnave plutôt qu'aux Sartine et aux Breteuil..."[14]